# Temporada de huracanes del Atlántico de 1971
La temporada de huracanes del Atlántico de 1971 fue bastante activa con varias tormentas notables. El huracán Edith , el más fuerte de la temporada, fue de categoría 5 en la escala Saffir-Simpson, la categoría más alta de la escala. Golpeó a Nicaragua en su máxima intensidad, matando a decenas, y luego golpeó el sur de Luisiana. Hasta 2003, el huracán Ginger ostentaba el récord de mayor duración conocida de un ciclón tropical en el Atlántico norte ., con una duración de 27,25 días desde principios de septiembre hasta principios de octubre; actualmente es el segundo huracán atlántico de mayor duración. Ginger llegó a tierra en Carolina del Norte, produciendo fuertes lluvias y vientos dañinos. Una tormenta sin nombre en agosto alcanzó la categoría de huracán más al norte que cualquier otro huracán del Atlántico. El 11 de septiembre, siete ciclones tropicales estaban activos al mismo tiempo, el récord para la cuenca del Atlántico. 
La temporada comenzó oficialmente el 1 de junio y duró hasta el 30 de noviembre de 1971; estas fechas delimitan convencionalmente el período de cada año en que se forman la mayoría de los ciclones tropicales en la cuenca del Atlántico. Con trece tormentas tropicales, de las cuales seis se convirtieron en huracanes, la temporada fue activa. A pesar de la actividad, los daños en los Estados Unidos totalizaron alrededor de $ 235 millones (1971 USD, $ 1,5 mil millones en 2022 USD), que el pronosticador del Centro Nacional de Huracanes, Paul Hebert, señaló que era "bastante pequeño considerando que cinco tormentas seguidas azotaron los EE. UU." La mayor parte del daño provino de la tormenta tropical Doria , que afectó gran parte de la costa este de los Estados Unidos.. El huracán Fern golpeó a Texas después de ejecutar una trayectoria inusual, arrojando fuertes lluvias y provocando inundaciones. La primera tormenta, Arlene, se desarrolló el 4 de julio frente a la costa de Carolina del Norte . La actividad fue constante durante la mayor parte de la temporada y la última tormenta, Laura , se disipó el 22 de noviembre.

## Ciclones tropicales

### Tormenta tropical Arlene
Los orígenes de Arlene fueron de un frente frío que salió de la costa este de los Estados Unidos el 2 de julio y se estancó en alta mar. Una onda frontal se desarrolló al día siguiente, desarrollándose constantemente debido a la inestabilidad térmica. El 4 de julio, el sistema se organizó en una depresión tropical a unas 120 millas (195 km) al sureste de Cabo Hatteras , Carolina del Norte.  Mientras estaba en sus etapas formativas, dejó caer lluvias a lo largo de la costa de las Carolinas , alcanzando un máximo de 4,11 pulgadas (104 mm) en Pinopolis, Carolina del Sur .  La depresión siguió hacia el noreste debido a una cresta sobre Nueva Inglaterra , y el ciclón pasó justo al sureste de los Outer Banks .. Después de que un avión de los cazadores de huracanes observara vientos huracanados, la depresión se convirtió en tormenta tropical Arlene a última hora del 5 de julio; en el resumen de la postemporada, el meteorólogo Neil Frank señaló que "el elemento sorprendente en el desarrollo de Arlene fue la rapidez del proceso de transformación". 
Al ser nombrada, Arlene continuó hacia el noreste, poseyendo una masa circular de convección con bandas de lluvia en espiral.  A última hora del 6 de julio, la tormenta alcanzó vientos máximos de 65 mph (100 km/h),  según un informe de un barco. A partir de entonces, se debilitó y Arlene pasó a ser un ciclón extratropical a última hora del 7 de julio, justo al sur de Terranova . El ciclón se observó por última vez temprano al día siguiente.  La tormenta volcó un barco en los Grandes Bancos de Terranova , y la tripulación de 12 personas fue rescatada.

### Huracán Dos
Una depresión de tipo híbrido se formó al este de las Bermudas el 29 de julio. Se movió rápidamente hacia el suroeste antes de girar hacia el noroeste. El 3 de agosto se clasificó como depresión tropical y al día siguiente el sistema pasó cerca de las Bermudas. La depresión aceleró hacia el noreste y se convirtió en tormenta tropical el 5 de agosto. Se intensificó aún más debido a la baroclinidad , o mayor inestabilidad a través de diferentes niveles de la atmósfera causada por gradientes de temperatura y humedad.  El 6 de agosto, una plataforma de perforación a unas 230 millas (370 km) al sureste de Terranova registró vientos sostenidos de 90 mph (140 km/h) con ráfagas de 126 mph (204 km/h) a una altitud de 325 pies ( 99 metros); esto sugirió que la tormenta alcanzó el estado de huracán a 46 °Norte , que es el lugar más septentrional para que una tormenta tropical se intensifique hasta convertirse en huracán. 
A pesar de la intensidad, el ciclón no fue puramente tropical; aunque el radio de los vientos máximos era de solo 35 millas (56 km), la estructura térmica no se parecía a un ciclón tropical y no hubo precipitaciones ni convección cerca del centro. Continuó hacia el noreste y se disipó el 7 de agosto al suroeste de Groenlandia . No se nombró operativamente, pero luego se agregó a la base de datos de huracanes del Atlántico.

### Huracán Beth
El 9 de agosto, se desarrolló una baja en el nivel superior frente a la costa de Florida y al día siguiente generó una depresión tropical. El ciclón recién desarrollado avanzó lentamente hacia el noreste y eventualmente encontró condiciones favorables para el desarrollo. El 14 de agosto, la depresión se intensificó hasta convertirse en la tormenta tropical Beth frente a la costa de Carolina del Norte, y rápidamente se convirtió en huracán el 15 de agosto. Después de alcanzar vientos máximos de 85 mph (137 km/h) frente a la costa de Cape Cod , Beth ligeramente debilitado y luego trasladado a tierra cerca de Copper Lake , Nueva Escocia. Poco después, Beth fue arrastrada por un frente frío cercano y pasó a ser un ciclón extratropical. 
El huracán dejó grandes daños a su paso, especialmente en cultivos e infraestructura.  El aeropuerto internacional de Halifax informó 10,49 pulgadas (266 mm) de lluvia en un lapso de 30 horas, lo que provocó inundaciones generalizadas.  Varios puentes de la región fueron arrasados, mientras que las vías férreas quedaron cubiertas por el agua, lo que obligó a los trenes a suspender su funcionamiento.  El daño monetario general de Beth se estima en hasta $ 5,1 millones (1971 USD, $ 32,6 millones en 2022 USD).  Una persona murió indirectamente por el huracán en un accidente de tráfico inducido por fuertes lluvias.

### Tormenta tropical Chloe
Una onda tropical se movió frente a la costa de África el 13 de agosto, moviéndose hacia el oeste durante varios días antes de organizarse en una depresión tropical el 18 de agosto a unas 460 millas (740 km) al este de Barbados . Rápidamente atravesó las Antillas Menores, donde produjo ráfagas de viento de hasta 58 mph (93 km/h). El ciclón también dejó caer fuertes lluvias de hasta 6 pulgadas (150 mm) en Barbados y Martinica . Después de ingresar al este del Mar Caribe , la depresión se intensificó hasta convertirse en la tormenta tropical Chloe el 20 de agosto. Unas 18 horas después de alcanzar el estado de tormenta tropical, Chloe se fortaleció rápidamente a vientos máximos de 65 mph (105 km/h) a unas 215 millas (345 km) al sur. del Pasaje de la Mona , según informó un avión de reconocimiento. 
Después de alcanzar la intensidad máxima, Chloe comenzó a debilitarse a medida que giraba hacia el oeste-suroeste y, a última hora del 22 de agosto, se degradó a depresión tropical cuando una cresta debilitada en su norte cortó el flujo de entrada de bajo nivel .  Durante varios días continuó generalmente hacia el oeste, perdiendo organización gradualmente. Mientras pasaba por el sur de Jamaica, la tormenta provocó la evacuación del SS Hope , un barco hospital , en Kingston .  El 25 de agosto, Chloe llegó a tierra en Belice como una depresión tropical débil y se disipó poco después sin haber causado daños significativos o muertes. Los restos de Chloe generaron más tarde el huracán Lily.en el Océano Pacífico oriental . 

### Tormenta tropical Doria
La tormenta tropical Doria, la tormenta más costosa de la temporada, se desarrolló a partir de una onda tropical el 20 de agosto al este de las Antillas Menores , y luego de cinco días sin desarrollo alcanzó el estatus de tormenta tropical al este de Florida. Doria giró hacia el norte y alcanzó vientos máximos de 65 mph (105 km/h) cuando tocaba tierra cerca de Morehead City, Carolina del Norte . Giró hacia el noreste y se movió a través del Atlántico Medio y Nueva Inglaterra como una tormenta tropical antes de convertirse en una tormenta extratropical sobre Maine el 29 de agosto. 
En Carolina del Norte, Doria produjo lluvias moderadas, lo que provocó inundaciones y daños localizados.  La tormenta generó un tornado cerca de Norfolk, Virginia , dañando doce casas y derribando cientos de árboles.  La tormenta tropical Doria dejó fuertes precipitaciones en Nueva Jersey , alcanzando un máximo de 10,29 pulgadas (261 mm) en Little Falls .  La lluvia llevó a niveles récord del río e inundaciones en varias casas, lo que provocó daños en docenas de casas en todo el estado.  Los daños moderados y las lluvias continuaron a lo largo de su camino hacia Nueva Inglaterra y el sureste de Canadá. En total, la tormenta tropical Doria causó siete muertes y $ 147,6 millones (1971 USD, $ 943 millones 2022 USD).

### Huracán Fern
El huracán Fern fue el primero de cuatro sistemas tropicales que se desarrollaron en asociación con una vaguada de superficie extendida a través del Golfo de México hacia el Atlántico abierto, junto con Ginger, Heidi y una fuerte depresión tropical. Fern se desarrolló el 3 de septiembre en el centro del Golfo de México. Se movió sobre el sur de Luisiana al día siguiente, pero debido al aumento de las crestas hacia el norte, la depresión se movió hacia el suroeste sobre el agua. El 7 de septiembre, la depresión se intensificó hasta convertirse en la tormenta tropical Fern; es raro que una depresión tropical se mueva sobre la tierra en los Estados Unidos continentales (excluyendo Florida) y luego alcance el estado de tormenta tropical. Más tarde, Fern giró hacia el noroeste, intensificándose hasta convertirse en huracán el 8 de septiembre. Rápidamente alcanzó vientos máximos de 90 mph (140 km / h), pero luego se debilitó a medida que giraba hacia el suroeste.Freeport y Matagorda, Texas como tormenta tropical. Fern se disipó el 13 de septiembre sobre el noreste de México. 
El precursor de Fern dejó caer lluvias de hasta 5 pulgadas (130 mm) de lluvia en el sur de Florida, mientras que se informaron totales de hasta 10 pulgadas (250 mm) en el sureste de Luisiana, donde tocó tierra por primera vez. Cuando azotó Texas, Fern produjo fuertes vientos de hasta 86 mph (138 km / h), junto con mareas de tormenta de 5 a 6 pies (1,5 a 1,8 m) y fuertes lluvias; el total de precipitación más alto fue de 26,0 pulgadas (660 mm) en Beeville . Las fuertes lluvias provocaron graves inundaciones repentinas que aislaron a numerosos pueblos pequeños en la parte sureste del estado y dañaron 7.500 edificios. En total, Fern dejó dos muertes indirectas y daños moderados por un total de $ 30,2 millones (1971 USD, $ 187 millones 2022 USD).

### Huracán Edith
El huracán Erin, la tormenta más fuerte de la temporada, se desarrolló a partir de una onda tropical el 5 de septiembre al este del sur de las Antillas Menores. Se movió rápidamente a través del sur del Mar Caribe, intensificándose hasta convertirse en un huracán frente a la costa norte de América del Sur. Edith se intensificó rápidamente el 9 de septiembre y tocó tierra en el cabo Gracias a Dios como un huracán de categoría 5 en la escala de huracanes de Saffir-Simpson. Rápidamente perdió intensidad sobre Centroamérica y luego de ingresar brevemente al Golfo de Honduras cruzó la Península de Yucatán en México. Después de cruzar el Golfo de México , una artesagiró la tormenta hacia el noreste y Edith, después de haberse fortalecido mientras aceleraba hacia la costa, tocó tierra en Luisiana con vientos de 105 mph (170 km / h) el 16 de septiembre. Edith se debilitó constantemente sobre tierra y se disipó sobre Georgia el 18 de septiembre. 
El huracán mató a dos personas cuando pasó cerca de Aruba .  Azotando el noreste de América Central como un huracán de categoría 5, Edith destruyó cientos de hogares y mató al menos a 35 personas.  En Texas, las mareas altas causaron inundaciones costeras pero pocos daños.  Edith causó daños moderados a graves en partes de Luisiana debido a las inundaciones y un brote de tornado de la tormenta. Un tornado, clasificado F3 en la Escala Fujita , dañó varias casas e hirió a varias personas en Baton Rouge . El brote de tornados se extendió hacia el este hasta Florida. Los daños en los Estados Unidos ascendieron a $ 25 millones (1971 USD, $ 160 millones 2022 USD).

### Huracán Ginger
Se pensó que el huracán Ginger era el huracán del Atlántico de mayor duración registrado hasta 2003, cuando se descubrió retroactivamente que el huracán San Ciriaco de 1899 había durado más.  El octavo ciclón tropical y el quinto huracán de la temporada, Ginger pasó 27,25 días como ciclón tropical y duró del 6 de septiembre al 3 de octubre.  La tormenta se desarrolló en una gran región de convección en el Golfo de México y Atlántico occidental, y durante los primeros nueve días de su duración siguió generalmente hacia el este o el noreste mientras se fortalecía gradualmente hasta alcanzar vientos máximos de 110 mph (175 km/h). El 14 de septiembre, Ginger redujo la velocidad y giró hacia una vía general hacia el oeste, pasando cerca de las Bermudas el 23 de septiembre; allí, el huracán produjo ráfagas de viento y olas altas, pero sin daños. 
Mientras estaba sobre el Océano Atlántico occidental, Ginger se convirtió en el último objetivo del Proyecto Stormfury , que buscaba debilitar los huracanes depositando yoduro de plata en las bandas de lluvia de los ciclones tropicales .  El avión arrojó yoduro de plata en el centro de Ginger, aunque no hubo ningún efecto debido al gran ojo de Ginger y su naturaleza difusa; El jengibre fue la última siembra realizada por el proyecto.  Ginger finalmente golpeó a Carolina del Norte el 30 de septiembre como un huracán mínimo,  azotando la costa con ráfagas de viento que causaron cortes de energía en toda la región.  Fuertes lluvias inundaron ciudades  y causaron graves daños a los cultivos, con 3 millonesbushels de maíz y 1 millón de bushels de soja perdidos.  Los daños en el estado se estimaron en $ 10 millones (1971 USD, $ 63,9 millones 2022 USD). Más al norte, lluvias y vientos moderados se extendieron por los estados del Atlántico Medio, aunque no se reportaron daños significativos fuera de Carolina del Norte

### Tormenta tropical Heidi
La tormenta tropical Heidi fue el último de los cuatro sistemas tropicales en desarrollarse a partir de la vaguada superficial extendida de baja presión, se formó el 11 de septiembre al noreste de las Bahamas y se intensificó hasta convertirse en tormenta tropical al día siguiente. Después de moverse inicialmente hacia el noroeste, Heidi se curvó hacia el noreste y alcanzó su máxima intensidad de 65 mph (100 km/h) el 14 de septiembre frente a la costa de Virginia. La tormenta no logró convertirse en un sistema bien organizado y se debilitó gradualmente mientras aceleraba hacia el norte-noreste. El 15 de septiembre, poco después de que Heidi desembarcara en Maine, fue absorbido por un amplio ciclón extratropical sobre los Apalaches del norte . 
Heidi no causó directamente muertes ni daños graves.  Sin embargo, la tormenta extratropical más grande atrajo la humedad de Heidi, produciendo lluvias desde Carolina del Norte hasta el norte de Nueva Inglaterra, incluido un pico de 9,38 pulgadas (238 mm) en el sureste de Pensilvania.  Las fuertes lluvias provocaron grandes inundaciones que causaron más de una docena de muertes y dejaron a miles de residentes sin hogar en Pensilvania y Nueva Jersey.  En Chester, Pensilvania , se derrumbó una presa de piedra, lo que obligó a cientos de familias a evacuar y dañó casas, negocios, carreteras y puentes. El gobernador Milton Shapp declaró el estado de emergencia en varios condados de Pensilvania luego de las inundaciones.

### Huracán Irene
Una onda tropical generó una depresión tropical el 11 de septiembre a unas 800 millas (1300 km) al este de las Islas de Barlovento . El ciclón avanzó casi exactamente hacia el oeste en una latitud baja, pasando por el sur de las Islas de Barlovento y luego sobre el norte de América del Sur. En el suroeste del Mar Caribe, se intensificó a tormenta tropical y luego a huracán. Irene tocó tierra en el sureste de Nicaragua el 19 de septiembre y mantuvo su circulación mientras cruzaba el terreno bajo del país. Reforzándose después de llegar al Pacífico, Irene pasó a llamarse Huracán Olivia, que finalmente alcanzó vientos máximos de 115 mph (185 km/h) antes de debilitarse y disiparse sobre el noroeste de México. 
En el Atlántico, Irene produjo lluvias moderadas y vientos a lo largo de su trayectoria, aunque el impacto fue mayor en Nicaragua, donde tocó tierra como huracán.  Un total de 96 casas fueron destruidas,  y 1.200 personas quedaron sin hogar. Las lluvias provocaron inundaciones generalizadas que mataron a tres personas en Rivas .  En la vecina Costa Rica, el huracán Irene causó más de $ 1 millón (1971 USD, $ 6,39 millones 2022 USD) en daños a la cosecha de banano.  El huracán fue el primer ciclón tropical rastreado activamente que se movió hacia el Océano Pacífico oriental desde el Océano Atlántico.

### Tormenta tropical Janice
Los orígenes de Janice fueron de una onda tropical que se movió frente a la costa de África el 18 de septiembre. Se convirtió en una depresión tropical el 21 de septiembre a unas 1050 millas (1700 km) al oeste-suroeste de Cabo Verde, que era la formación más oriental de la tormentas con nombre esta temporada. Al día siguiente, la depresión se intensificó hasta convertirse en la tormenta tropical Janice y rápidamente alcanzó vientos máximos de 65 mph (105 km/h). La tormenta nunca estuvo bien organizada, con sus vientos máximos ubicados al este del amplio centro. A pesar de estar en una región climatológicamente favorecida para un mayor desarrollo, Janice se debilitó debido al aumento de la cizalladura del viento del huracán Ginger. La circulación se alargó y se separó de la convección, y el 24 de septiembre la tormenta se debilitó a depresión tropical. Más tarde ese día, Janice se disipó justo al noreste de las Antillas Menores cuando fue absorbida por Ginger. Alrededor de ese tiempo, produjo lluvias en el noreste del Caribe, alcanzando 4 pulgadas (100 mm) enSan Cristóbal ; no se reportaron daños ni muertes.

### Tormenta tropical Kristy
La interacción entre una onda tropical y una vaguada de nivel superior condujo al desarrollo de una depresión tropical el 18 de octubre, a unas 685 millas (1100 km) al noreste de Puerto Rico. Se movió rápidamente hacia el norte-noreste, seguido de una curva hacia el noreste. El 20 de octubre, un barco reportó vientos de 45 mph (72 km/h), lo que indica que la depresión se intensificó hasta convertirse en la tormenta tropical Kristy. Cuando alcanzó esta fuerza, un frente frío que se aproximaba produjo aire más frío y seco sobre la tormenta. Kristy se intensificó un poco más hasta alcanzar vientos máximos de 85 km/h (50 mph) antes de volverse indistinguible del frente frío. El 21 de octubre se convirtió en un ciclón extratropical antes de disiparse cerca de las Azores.

### Tormenta tropical Laura
La última tormenta de la temporada, Laura, se formó el 12 de noviembre en el oeste del Mar Caribe y alcanzó vientos de 70 mph (120 km/h) a medida que se acercaba al oeste de Cuba .  En toda la isla, la tormenta produjo fuertes lluvias, con un máximo de 32,5 pulgadas (830 mm).  La inundación resultante mató a una persona y causó daños a los cultivos, y también obligó a 26.000 personas a evacuar sus hogares.  Inicialmente, se pronosticó que Laura se movería a través de la isla e impactaría el sur de los Estados Unidos, pero ejecutó un pequeño giro y giró hacia el suroeste. La tormenta aterrizó en Belice ,  una de las cuatro tormentas de noviembre que afectaron al país. Poco impacto ocurrió durante la llegada a tierra final de Laura, y se disipó el 22 de noviembre sobre el centro de Guatemala .

## Nombre de los ciclones tropicales
Los siguientes nombres se usaron para tormentas con nombre (tormentas tropicales y huracanes) que se formaron en el Atlántico Norte en 1971. Los nombres que no fueron asignados están marcados en gris . Las tormentas se llamaron Beth, Kristy y Laura por primera vez en 1971.
| - Arlene - Beth - Chloe - Doria - Edith - Fern - Ginger | - Heidi - Irene - Janice - Kristy - Laura - Margo (sin usar) - Nona (sin usar) | - Orchid (sin usar) - Portia (sin usar) - Rachel (sin usar) - Sandra (sin usar) - Terese (sin usar) - Verna (sin usar) - Wallis (sin usar) |